# Coleophora astragalella
Coleophora astragalella — вид лускокрилих комах родини чохликових молей (Coleophoridae).

## Поширення
Вид поширений в Європі (крім Балканського півострова) та в Середній Азії. Присутній у фауні України.

## Спосіб життя
Метелики літають у червні та липні. Гусениці живляться на Astragalus glycyphyllos, Astragalus onobrychis та Astragalus sempervirens. Вони живуть у чохликах завдовжки 10-12 мм.